# Chaetopteryx bosniaca
Chaetopteryx bosniaca är en nattsländeart som beskrevs av Marinkovic-gospodnetic 1959. Chaetopteryx bosniaca ingår i släktet Chaetopteryx och familjen husmasknattsländor. Inga underarter finns listade i Catalogue of Life.